# Coole (rivière)
Pour les articles homonymes, voir Coole.
La Coole /kɔl/ (dont la graphie était encore assez récemment Cosle ou Côle) est une rivière française du département de la Marne, affluent de la Marne et donc sous-affluent de la Seine.

## Géographie
La longueur de son cours d'eau est de 30,2 km.
Sa source se trouve sur le territoire de la commune de Coole. Jusqu'à Nuisement-sur-Coole, elle suit une direction nord-ouest. Après cette commune, la Coole coule vers le nord-est, jusqu'à Coolus, où elle se jette dans la Marne.

## Hydronymie
Son nom proviendrait du gaulois coslo-, « noisetier ».

## Toponymes
La Coole a donné son nom aux communes de Coole, Saint-Quentin-sur-Coole, Breuvery-sur-Coole, Nuisement-sur-Coole, Écury-sur-Coole et Coolus, ainsi qu'aux anciennes communes de Faux-sur-Coole, Vésigneul-sur-Coole et Fontaine-sur-Coole. Elle a également donné son nom à la communauté de communes de la Vallée de la Coole.